# Rosa Porten
Rosa Porten (Düsseldorf, 19 de febrero de 1884-Múnich, 7 de mayo de 1972) escritora y guionista, actriz y directora cinematográfica alemana, activa en la época del cine mudo.

## Biografía
Nacida en Düsseldorf, Alemania, Porten era la hermana mayor de la famosa estrella del cine mudo alemán Henny Porten. Desde su infancia había tenido relación con los escenarios, y comenzó su carrera profesional con el inicio del siglo XX.
Hija del actor, cantante de ópera y director Franz Porten, al principio participó en espectáculos organizados en Renania, haciendo más adelante trabajos en locales de Berlín, recibiendo su primer compromiso de importancia en el Thalia-Theater en 1907.
En enero de 1906 su padre empezó a interesarse por la recién nacida industria cinematográfica. De formación autodidacta, produjo diaporamas en las que actuaban sus dos hijas. El debut en el cine de Rosa Porten tuvo lugar con Meissner-Porzellan. 
Finalizada la Primera Guerra Mundial, Porten se dedicó a escribir guiones y también se inició como escritora, contándose entre sus obras las novelas Filmprinzeß, Androgyne y Die neue Generation. Además, y con el seudónimo Dr. R. Portegg, colaboró con su marido, el director Franz Eckstein, en tareas de dirección y redacción de guiones. En 1927 Rosa Porten dejó su faceta de actriz y siguió escribiendo guiones, trabajando sobre todo en películas interpretadas por su hermana.
Antes de la llegada del cine sonoro el matrimonio decidió retirarse del cine, viviendo en Baviera. Tras fallecer su marido en febrero de 1945 en Chłopy, Pomerania, poco antes de que el Ejército Rojo invadiera la región, la exactriz decidió seguir viviendo allí, en una época en la cual el territorio pasó a control de Polonia. "¡Fue un infierno!", decía Rosa Porten en el "Pommerscher Zeitung" de 15 de diciembre de 1962. No fue hasta final de diciembre de 1945 que pudo escapar a Occidente, al sur de Alemania. 
El 25 de agosto de 1950 actuó en los estudios de Múnich Klagemann-Film GmbH en la última película interpretada por Jenny Jugo, Land der Sehnsucht, dirigida por Erich Engel.
En sus últimos años Rosa Porten vivió, bajo el nombre de Therese Eckstein, en Pullach im Isartal. Falleció el 7 de mayo de 1972 en un centro hospitalario de Múnich, Alemania.

## Filmografía
| - 1906: Apachentanz - 1907: Meissner-Porzellan (erste Rolle) - 1908: Funiculi-Funicula - 1908: Die kleine Baronesse - 1910: Das Geheimnis der Toten - 1911: Das Liebesglück der Blinden - 1915: Abgründe - 1915: Das große Schweigen - 1916: Die Wäscher-Resl - 1917: Die nicht lieben dürfen - 1917: Die Erzkokette - 1917: Gräfin Maruschka - 1917: Der neueste Stern vom Variete - 1917: Das Opfer der Yella Rogesius - 1918: Ihr Junge | - 1918: Der Trompeter von Säckingen - 1918: Die Augen der Schwester - 1918: Ihr laßt den Armen schuldig werden - 1918: Die Film-Kathi - 1920: Das Drama von Glassow - 1920: Auri sacra fames - 1921: Durch Liebe erlöst - 1921: Du bist das Leben - 1921: Die Hexe - 1921: Lotte Lore - 1924: Die Schmetterlingsschlacht - 1924: Hedda Gabler - 1927: Das Mädchen aus der Fremde - 1927: Die Heiratsfalle - 1950: Land der Sehnsucht |

## Schallplattenaufnahmen
- 1911, 13. September: „Der Erzengel Gabriel verkündet den Hirten Christens Geburtstag“, auf Monarch Record „Grammophon“ 0941016/7